# Manuel Iturra
Manuel Rolando Iturra Urrutia (* 23. Juni 1984 in Temuco) ist ein ehemaliger chilenischer Fußballspieler. Der defensive Mittelfeldspieler entstammt der Jugendabteilung des CF Universidad de Chile, in dessen Profimannschaft er sieben Jahre spielte und in dieser Zeit über 200 Spiele absolvierte. Dabei gewann er zweimal die chilenische Meisterschaft. Darüber hinaus spielte er während seiner Karriere bei Klubs in Portugal, Spanien, Italien, Mexiko und Israel. Zudem absolvierte Iturra 33 Länderspiele für die Nationalelf seines Heimatlandes. Zudem besitzt er die italienische Staatsbürgerschaft.

## Karriere

### CF Universidad de Chile
Aus der Jugendabteilung des Vereins kommend, gab Iturra im Jahr 2003 sein Debüt für den CF Universidad de Chile. Bereits in der zweiten Spielzeit, im Alter von 20 Jahren, erspielte er sich einen Stammplatz und stand in den folgenden sieben Jahren in über 200 Spielen für La U auf dem Platz. In dieser Zeit durfte er mit seiner Mannschaft zweimal den Meistertitel feiern; sie gewannen 2004 und 2009 jeweils die Apertura. Außerdem kam er im August 2005 bei der 1:3-Niederlage im Freundschaftsspiel gegen Peru zu seinem ersten Einsatz für die Nationalelf.

### Über Portugal nach Spanien
Im Januar 2011 wagte Iturra den Sprung nach Europa und wechselte zu União Leiria in die portugiesische Primeira Liga. Obwohl er in der folgenden Rückserie in nahezu allen Spielen in der Startelf stand, wurde er zu Beginn der Saison 2011/12 an den spanischen Zweitligisten Real Murcia verliehen. Dort spielte er sich direkt in die erste Elf und kam so in dieser Spielzeit auf 35 Einsätze für Murcia. Gleichzeitig steckte sein Stammverein in schweren finanziellen Nöten. Bereits vor Ende der Saison kündigten 16 Profis ihre Verträge in Leiria aufgrund von ausstehenden Gehaltszahlungen. Nach seiner Rückkehr tat Iturra es ihnen gleich und war für kurze Zeit als freier Spieler auf dem Transfermarkt.
Im August 2012 sicherte sich der FC Málaga die Dienste des Chilenen. Iturra kam damit zu einem Verein, der zu dieser Zeit ebenfalls einen finanziell bedingten Umbruch durchführte. Scheich Abdullah Al Thani, zuvor großzügiger Geldgeber des Vereins, gab den Verein im August 2012 zum Verkauf frei, was zum Abgang einiger namhafter Spieler führte. Das durch die sehr erfolgreiche Vorsaison für die Champions League qualifizierte Málaga trat die neue Saison nun mit einem stark veränderten Kader an, in dem sich Iturra einen Stammplatz erspielen konnte. Trotz der widrigen Umstände schaffte er es mit dem Verein in ebenjener Saison bis ins Viertelfinale der Champions League.
Zur Saison 2013/14 wechselte Iturra zum FC Granada, bei dem er einen Dreijahresvertrag unterschrieb. In seinem ersten Spiel für Granada spielte der Mittelfeldspieler 90 Minuten und gewann mit Granada 2:1 beim CA Osasuna.

### Weitere Erfahrungen
2015 ging Iturra zu Udinese Calcio, das – wie zu der Zeit Granada – dem italienischen Geschäftsmann Giampaolo Pozzo gehörte. Iturra startete mit seinem neuen Klub aus der Serie A mit einem 1:0-Erfolg gegen Juventus Turin. Anfang 2016 wurde der Chilene nach Spanien an Rayo Vallecano verliehen, für das er nur sechs Mal in der Liga auflief. Im Juni 2016 wechselte er zum mexikanischen Club Necaxa. 2018 kam Iturra nach Spanien zurück, wo er erst erneut für Málaga und dann für den Villarreal CF auf dem Platz stand.

### Letzte Karrierejahre
Nach nur drei Einsätzen bei Villarreal gab Iturra im Januar 2019 seinen Wechsel zum israelischen Klub Maccabi Haifa bekannt. Nach einem halben Jahr bei den Israelis kehrte Iturra Mitte 2019 in sein Heimatland zurück, wo er fortan für Deportes Iquique auflief. Dort löste Iturra den Vertrag im März 2020 auf, da er von Trainer Jaime Vera nicht mehr berücksichtigt wurde. Im Mai 2020 gab er im Alter von 35 Jahren seinen offiziellen Rücktritt vom Profifußball bekannt.

### Nach der Karriere
Nach seiner aktiven Karriere übernahm Iturra 2021 ein Traineramt in der Jugend des UD San Pedro aus dem Großraum der spanischen Stadt Marbella. Er selbst schloss sich für die Zeit dem Amateurklub Atlético Marbellí an. Seit 2022 trainiert der frühere Nationalspieler in der Jugend seines eigenen Jugendklubs Universidad de Chile.

## Erfolge
Universidad de Chile
- Chilenischer Meister: 2004-A, 2009-A